# Macrocarpaea wallnoeferi
Macrocarpaea wallnoeferi är en gentianaväxtart som beskrevs av Jason Randall Grant. Macrocarpaea wallnoeferi ingår i släktet Macrocarpaea och familjen gentianaväxter. Inga underarter finns listade i Catalogue of Life.